# 李阳镇
李阳镇，是中华人民共和国山西省晋中市和顺县下辖的一个乡镇级行政单位。

## 行政区划
李阳镇下辖以下地区：
南李阳村、后峪村、回黄村、温源村、榆圪塔村、石梯村、泊里村、白马峪村、上石勒村、凤凰庙村、柳林沟村、下石勒村、三奇村、三奇掌村、北李阳村、窑尚村、狐洼村、龙峪村、梧桐掌村、菜地沟村、蝉窑沟村、野狐坪村、阳卷村、郭家垴村、秦家庄村、上丰村、马圈沟村、史家庄村、天井村、常家庄村和岩庄吉村。

## 中国传统村落
2013年8月，回黄村获批第二批中国传统村落。